# (1972) Yi Xing
(1972) Yi Xing es un asteroide que forma parte del cinturón de asteroides y fue descubierto por el equipo del observatorio de la Montaña Púrpura, en Nankín, China, desde la estación astronómica homónima, el 9 de noviembre de 1964.

## Designación y nombre
Yi Xing fue designado inicialmente como 1964 VQ1.
Más adelante se nombró en honor del astrónomo chino Yi Xing (683-727).

## Características orbitales
Yi Xing orbita a una distancia media de 2,419 ua del Sol, pudiendo acercarse hasta 2,015 ua y alejarse hasta 2,823 ua. Tiene una excentricidad de 0,1668 y una inclinación orbital de 4,127°. Emplea en completar una órbita alrededor del Sol 1374 días.